# Danh sách vườn quốc gia tại Chile
Tài nguyên thiên nhiên của Chile được bảo vệ trong hệ thống các khu bảo tồn quốc gia. Được thành lập và quản lý bởi Tổng Công ty Lâm nghiệp Quốc gia Chile (CONAF), hệ thống này hiện có 101 khu bảo tồn, bao gồm 36 vườn quốc gia, 49 khu bảo tồn quốc gia, 16 di tích tự nhiên.Tổng diện tích bảo vệ là khoảng 14,6 triệu ha, chiếm gần 20 % lãnh thổ Chile.
Vườn quốc gia được định nghĩa là một khu vực nói chung là lớn, có nhiều môi trường độc đáo hoặc đại diện cho sự đa dạng sinh học tự nhiên của quốc gia, không bị xáo trộn đáng kể của con người. Mục tiêu của vườn quốc gia là để bảo vệ các mẫu môi trường tự nhiên, đặc điểm văn hóa và danh lam thắng cảnh gắn liền; đảm bảo tính liên tục của quá trình tiến hóa trong phạm vi phù hợp với quy định trên, cho các hoạt động giáo dục, nghiên cứu và giải trí.
Vườn quốc gia tại Chile bao gồm 36 vườn quốc gia có tổng diện tích lên tới 9.290.942 ha. Yendegaia là vườn quốc gia mới nhất khi nó được thành lập vào tháng 12 năm 2013. Thống kê năm 2013 của CONAF thì có khoảng 2.408.269 du khách ghé thăm các vườn quốc gia của Chile.

## Danh sách
| Số thứ tự | Tên                     | Hình ảnh | Tỉnh                                              | Diện tích                         | Thành lập |
| --------- | ----------------------- | -------- | ------------------------------------------------- | --------------------------------- | --------- |
| 1         | Alberto de Agostini     |          | Magallanes, Tierra del Fuego và Antártica Chilena | 14.600 km2 (5.637 dặm vuông Anh)  | 2000      |
| 2         | Alerce Andino           |          | Llanquihue                                        | 393 km2 (152 dặm vuông Anh)       | 1982      |
| 3         | Alerce Costero          |          | Ranco                                             | 139 km2 (54 dặm vuông Anh)        | 2012      |
| 4         | Quần đảo Juan Fernández |          | Valparaíso                                        | 96 km2 (37 dặm vuông Anh)         | 1935      |
| 5         | Bernardo O'Higgins      |          | Capitán Prat và Ultima Esperanza                  | 35.259 km2 (13.614 dặm vuông Anh) | 1969      |
| 6         | Bosque de Fray Jorge    |          | Limarí                                            | 100 km2 (39 dặm vuông Anh)        | 1941      |
| 7         | Cabo de Hornos          |          | Antártica Chilena                                 | 631 km2 (244 dặm vuông Anh)       | 1945      |
| 8         | Chiloé                  |          | Chiloé                                            | 431 km2 (166 dặm vuông Anh)       | 1983      |
| 9         | Conguillío              |          | Cautín và Malleco                                 | 608 km2 (235 dặm vuông Anh)       | 1950      |
| 10        | Corcovado               |          | Palena                                            | 2.096 km2 (809 dặm vuông Anh)     | 2005      |
| 11        | Hornopirén              |          | Llanquihue và Palena                              | 482 km2 (186 dặm vuông Anh)       | 1988      |
| 12        | Huerquehue              |          | Cautín                                            | 125 km2 (48 dặm vuông Anh)        | 1967      |
| 13        | Guamblin                |          | Aysén                                             | 106,25 km2 (41 dặm vuông Anh)     | 1967      |
| 14        | Đảo Magdalena           |          | Aysén                                             | 1.576 km2 (608 dặm vuông Anh)     | 1983      |
| 15        | La Campana              |          | Marga Marga, Chacabuco và Quillota                | 80 km2 (31 dặm vuông Anh)         | 1967      |
| 16        | Laguna del Laja         |          | Biobío                                            | 119 km2 (46 dặm vuông Anh)        | 1958      |
| 17        | Laguna San Rafael       |          | Aysén                                             | 17.420 km2 (6.726 dặm vuông Anh)  | 1959      |
| 18        | Las Palmas de Cocalán   |          | Cachapoal                                         | 37,02 km2 (14 dặm vuông Anh)      | 1971      |
| 19        | Lauca                   |          | Parinacota                                        | 1.379 km2 (532 dặm vuông Anh)     | 1970      |
| 20        | Llanos de Challe        |          | Huasco                                            | 457 km2 (176 dặm vuông Anh)       | 1994      |
| 21        | Llullaillaco            |          | Antofagasta                                       | 2.687 km2 (1.037 dặm vuông Anh)   | 1995      |
| 22        | Morro Moreno            |          | Antofagasta                                       | 73 km2 (28 dặm vuông Anh)         | 2010      |
| 23        | Nahuelbuta              |          | Cautín                                            | 68 km2 (26 dặm vuông Anh)         | 1939      |
| 24        | Nevado Tres Cruces      |          | Copiapó                                           | 17.420 km2 (6.726 dặm vuông Anh)  | 1959      |
| 25        | Pali Aike               |          | Magallanes                                        | 50 km2 (19 dặm vuông Anh)         | 1970      |
| 26        | Pan de Azúcar           |          | Antofagasta và Chañaral                           | 438 km2 (169 dặm vuông Anh)       | 1985      |
| 27        | Puyehue                 |          | Ranco và Osorno                                   | 1.068 km2 (412 dặm vuông Anh)     | 1941      |
| 28        | Queulat                 |          | Aysén và Coihaique                                | 1.541 km2 (595 dặm vuông Anh)     | 1983      |
| 29        | Radal Siete Tazas       |          | Curicó                                            | 5.148 km2 (1.988 dặm vuông Anh)   | 2008      |
| 30        | Rapa Nui                |          | Isla de Pascua                                    | 71,3 km2 (28 dặm vuông Anh)       | 1935      |
| 31        | Salar del Huasco        |          | Huasco                                            | 1.600 km2 (618 dặm vuông Anh)     | 2010      |
| 32        | Tolhuaca                |          | Cautín                                            | 65 km2 (25 dặm vuông Anh)         | 1935      |
| 33        | Torres del Paine        |          | Ultima Esperanza                                  | 2.400 km2 (927 dặm vuông Anh)     | 1959      |
| 34        | Vicente Pérez Rosales   |          | Llanquihue                                        | 2.530 km2 (977 dặm vuông Anh)     | 1926      |
| 35        | Villarrica              |          | Cautín và Valdivia                                | 630 km2 (243 dặm vuông Anh)       | 1940      |
| 36        | Núi lửa Isluga          |          | El Tamarugal                                      | 1.747 km2 (675 dặm vuông Anh)     | 1967      |
| 37        | Yendegaia               |          | Tierra del Fuego                                  | 1.506 km2 (581 dặm vuông Anh)     | 2013      |